# Niceland (Population. 1.000.002)
Niceland (Population. 1.000.002) ist ein isländisches Filmdrama von Friðrik Þór Friðriksson aus dem Jahr 2004. Der Film handelt von dem geistig zurückgebliebenen Jed, der sich wegen der Liebe zu seiner ebenfalls geistig behinderten Freundin Chloe auf die Suche nach dem Sinn des Lebens macht. Der Film startete am 6. Dezember 2006 in den deutschen Kinos.

## Handlung
Der geistig leicht zurückgebliebene Jed arbeitet mit weiteren Behinderten in einer kleinen Fabrik. Dort verliebt er sich in seine Arbeitskollegin Chloe, die sich ebenfalls in ihn verliebt hat. Nach einem gemeinsamen Date ist Jed so außer sich vor Freude, dass er ihr einen Heiratsantrag macht. Sie nimmt ihn an und in der Freude läuft ihr liebstes Wesen, ihre Katze Katie, davon und wird von einem Auto überfahren. Sie selbst gibt Jed die Schuld und verliert jede Freude am Leben, da Katie ihr den Sinn zum Leben gab.
Nachdem Jed sich mehrfach entschuldigt hat, meint Chloe, dass sie ihn erst wieder lieben und heiraten könne, wenn sie wieder Freude und Sinn im Leben habe. Also begibt sich Jed auf die Suche nach dem Sinn des Lebens. Nur leider kennt niemand die Antwort auf die Frage, was denn der Sinn des Lebens sei. Erst eine Fernsehreportage über Max, einem zurückgezogen lebenden Schrotthändler, gibt ihm wieder Hoffnung, denn er offenbart, dass er die Antwort auf die Frage wisse, sie aber niemanden verrate. Also macht sich Jed auf den Weg zu Max, um die Antwort zu erfahren. Doch dieser will ihn nicht bei sich haben und gibt ihm mehrere Gründe zu verschwinden. Und es gelingt ihm auch, nachdem er ihn aggressiv angeht.
Jed geht zu Chloe, um zu sehen, wie es ihr geht, aber ihr Mut zum Leben schwindet. Es geht ihr so schlecht, dass sie ins Krankenhaus eingeliefert wird. Also kehrt Jed zu Max zurück, um schnell eine Antwort zu erhalten, damit er Chloe retten kann. Doch Max hat andere Probleme. Er beobachtet Sandra, seine Tochter, die nicht mehr mit ihm sprechen will. Max macht mit Jed einen Deal, sofern er es schaffe, dass sie wieder mit Max spreche, verrate er Jed den Sinn des Lebens. Doch auch Max hat kein Glück mit Sandra und erfährt, dass es Chloe immer schlechter gehe, sodass er Max bettelnd um die Antwort bittet. Aber dieser weist Jed lapidar von sich, indem er meint, dass er die Antwort längst vergessen habe.
Sandra kommt auf den Schrottplatz und unterhält sich mit Jed. Sie erklärt ihm, dass sie nicht Max Tochter sei, sondern lediglich ein Mädchen, das mit seiner Tochter auf die Schule ging. Max wahre Tochter und seine Frau starben zwei Jahre zuvor bei einem Verkehrsunfall. Und Max konnte es sich nach einigen Monaten Koma nicht eingestehen, was passierte sei. Allerdings erkennt Jed, dass Max die Wahrheit anscheinend längst akzeptiert hat und sich versucht selbst umzubringen.
Und so schließt Max Jed auf dem Schrottplatz weg, damit er genügend Ruhe hat, sich selbst zu erhängen. Doch Jed kann sich befreien und weiß, dass Max sich nicht töten konnte. Also geht er zu ihm, sieht, wie er hoffnungslos versucht hat, sich zu erhängen und hört, wie Max ihm sagt, dass er längst wisse, was der Sinn des Lebens sei. Also geht Jed zu ihm hin und flüstert es ihm ins Ohr. Max lächelt und bestätigt ihm, dass genau dies der Sinn des Lebens sei. Und mit diesem Wissen eilt Jed zu seiner geliebten Chloe ins Krankenhaus, wo er sie putzmunter vorfindet.

## Kritik
Im film-dienst schrieb Jens Hinrichsen: „Einfühlsam nimmt Fridriksson nun einmal mehr eine ungewöhnliche Perspektive ein. Der Blickwinkel eines jungen Mannes mit Down-Syndrom färbt und 'verrückt' in NICELAND die Alltagserfahrungen der Normalos, was im Wortspiel des Titels anklingt: In konkreten Locations in Island gedreht, scheint der Film doch in einer Art modernem Sagenreich zu siedeln, dessen Klima von gefühlten Temperaturen bestimmt ist. Das emotionale Thermometer pendelt zwischen 'Nice' und 'Ice', zwischen dem Hochgefühl der Verliebtheit und dem absoluten Gefrierpunkt in der Ehe von Jeds Eltern“.
Auch kino-zeit.de schrieb Joachim Kurz: „Mit großer Sensibilität und ebenso großer Selbstverständlichkeit erzählt Fridrik Thor Fridriksson seine Liebesgeschichte mit märchenhaften und philosophischen Elementen als eine große Parabel über den Sinn des Lebens“. Außerdem war es für ihn „eine der verblüffendsten und anrührendsten Erscheinungen“ des Kinojahres.
Das Lexikon des internationalen Films meinte: „Einfühlsam inszenierter, überzeugend gespielter Film als abschließender Teil einer Trilogie, der keine eindeutigen Antworten auf die angesprochenen existenziellen Fragen bietet, sondern eindrucksvoll unterstreicht, das Fragen des Herzens dem Leben abgetrotzt werden müssen. Die auf den ersten Blick naive Sinnsuche wartet mit ungeahntem Tiefsinn auf.“
Auf der niederländischen Internetseite cuttingedge.be befand Wim Duysburgh als rührend zu sehen, wie weit diese geistig behinderten Menschen gehen, um Antworten für ihre Fragen zu finden. Niceland sei ein unterhaltsamer Film, zwar nicht für „das große Publikum, sondern eher für die, die einen Moment der Reflexion brauchen“.
Die dänische Internetseite cinemazone.dk sah den Film zwar seine optische Ästhetik an, befand aber, dass sich „die Geschichte etwas zu dünn entfalte“.

## Auszeichnungen
- eine Auszeichnung beim isländischen Filmpreis Edda für das Beste Drehbuch und eine Nominierung als Bester Film
- eine Nominierung des Kristallglobues für Friðrik Þór Friðriksson beim Internationalen Filmfestival Karlovy Vary

## Veröffentlichung
Nachdem der Film seine Weltpremiere am 5. Juli 2004 auf dem Internationalen Filmfestival Karlovy Vary feierte, war sein offizieller isländischer Kinostart am 1. Oktober 2004. In Deutschland startete der Film am 6. Dezember 2006 in den deutschen Kinos.